# Ribnovo
Ribnovo (bulgariska: Рибново) är ett distrikt i Bulgarien.   Det ligger i kommunen Gărmen och regionen Blagoevgrad, i den sydvästra delen av landet, 110 km söder om huvudstaden Sofia. Antalet invånare är 2 446. Arean är 30 kvadratkilometer.
Terrängen i Ribnovo är kuperad.
I omgivningarna runt Ribnovo växer i huvudsak blandskog. Runt Ribnovo är det ganska glesbefolkat, med 38 invånare per kvadratkilometer.